# Черячукин, Александр Васильевич
Алекса́ндр Васи́льевич Черячу́кин (1872—1944) — русский генерал, георгиевский кавалер, участник Белого движения. В годы гражданской войны в России представлял интересы Всевеликого Войска Донского перед лицом немецких вооруженных сил.

## Биография

### Происхождение, образование, довоенная служба
Родился 18 марта 1873 года в станице Богоявленской хутора Пирожсковкого. Из дворян Войска Донского, сын чиновника.
После окончания Донского кадетского корпуса 5 сентября 1890 года поступил в Михайловское артиллерийское училище. Выпущен в 6-ю Лейб-гвардии Донскую казачью батарею. 7 августа 1893 года произведён в хорунжие, 7 августа 1897 года — в сотники.
В 1899 году окончил Николаевскую академию Генерального штаба по 1-му разряду. За успехи в науках 6 июня 1899 года был произведён в подъесаулы с переименованием в капитаны Генерального штаба. Назначен состоять при штабе Киевского военного округа.
С 11 ноября 1901 года по 11 ноября 1902 года проходил цензовое командование эскадроном в 28-м Новгородском драгунском полку. 21 ноября 1902 года назначен обер-офицером для особых поручений при штабе 12-го армейского корпуса. С 17 марта 1904 года занимал должность начальника строевого отделения штаба Кронштадтской крепости. 28 марта 1904 года произведён в подполковники, 6 декабря 1908 года — в полковники.
1 марта 1910 года назначен начальником штаба 10-й кавалерийской дивизии. 11 декабря 1913 года получил в командование 11-й Донской казачий полк.

### Первая мировая война
Выступил на фронт во главе 11-го Донского казачьего полка. В начале 1915 года был назначен командиром 2-й Заамурской пограничной конной бригады, с которой 25 мая 1915 года конной атакой в районе Залещиков (Галиция) остановил австро-германские войска, угрожавшие окружением 2-му кавалерийскому корпусу. За это дело Высочайшим приказом от 30 декабря 1915 года награждён орденом св. Георгия 4-й степени.
16 июня 1915 года назначен начальником штаба 4-го кавалерийского корпуса, на этой должности находился до осени 1917 года. 6 декабря 1915 года был произведён в генерал-майоры. Высочайшим приказом от 20 июня 1916 года награждён Георгиевским оружием
25 сентября 1917 возглавил 2-ю Сводную казачью дивизию, которую в конце года привёл на Дон.

### Гражданская война
На Дону генералом Калединым был назначен командующим Западным фронтом. После гибели Каледина и занятия красными всей Области Войска Донского, скрывался в окрестностях станицы Грушевской.
Весной 1918 года принял участие в общем антибольшевистском восстании на Дону. В мае 1918 был послан генералом Красновым в Киев постоянным полномочным представителем Донского казачьего войска при гетмане Скоропадским.
При непосредственных усилиях Черячукина с Украины на Дон были отправлены значительные запасы вооружения и боеприпасов, часть из которых была передана Добровольческой армии.
В июле—сентябре 1918 года Черячукин сопровождал герцога Лейхтенбергского к императору Вильгельму II. Благодаря А. В. Черячукину несколько сот русских офицеров, захваченных петлюровцами в Киеве, были эвакуированы в Германию.
30 сентября 1918 года произведён в генерал-лейтенанты. С декабря 1918 года был послом Всевеликого Войска Донского в Польше.
В марте 1920 года назначен начальником Донского кадетского корпуса. Эвакуировал корпус в Египет.

### В эмиграции
В 1922 году находился с кадетским корпусом в Болгарии. После расформирования корпуса в 1923 году уехал во Францию. Жил в Париже, работал на автомобильном заводе Панар чертёжником.
А. В. Черячукин играл видную роль в общественной деятельности русской эмиграции. До 1930 года был председателем Союза донских артиллеристов в Париже. Добровольно отказался от этой почётной должности и был освобождён от неё приказом генерала Е. К. Миллера в сентябре 1930 года. Был заместителем донского атамана генерала А. П. Богаевского, и после его смерти являлся одним из кандидатов на этот пост и возглавлял комиссию по увековечиванию памяти. Был председателем редколлегии журнала «Атаманский Вестник» (Париж, 1935—1939).
Во время Второй мировой войны уехал в Ниццу, где скончался 12 мая 1944 года. Похоронен на русском кладбище Кокад.

## Награды
- Орден Святого Станислава 3-й степени (1901 год)
- Орден Святой Анны 3-й степени (1904 год)
- Орден Святого Станислава 2-й степени (1906 год)
- Орден Святой Анны 2-й степени (1911 год)
- Орден Святого Георгия 4-й степени (30 декабря 1915 года)[6]
- Георгиевское оружие (20 июня 1916 года)[2][5][6]